# Okręty podwodne typu Trafalgar
Okręty podwodne typu Trafalgar – typ brytyjskich okrętów podwodnych z napędem atomowym przeznaczonych do zwalczania żeglugi i innych okrętów podwodnych. Wprowadzanie okrętów do służby rozpoczęło się w 1983. Zbudowano 7 jednostek, 6 wycofano już ze służby. Zostały zastąpione przez okręty podwodne typu Astute.

## Historia
Po wprowadzeniu do służby w Royal Navy w 1973 pierwszego okrętu podwodnego z napędem atomowym typu Swiftsure, który zapoczątkował serię składającą się z 6 jednostek rozpoczęto prace projektowe nad okrętami nowszej generacji. Projektowane okręty bazowały na konstrukcji okrętów typu Swiftsure były od nich jednak o 2,5 metra dłuższe, otrzymały nowy reaktor atomowy i nowy sonar. Zamówienie na pierwszy okręt typu HMS „Trafalgar” zostało złożone 7 kwietnia 1977. Stępkę  okrętu położono 15 kwietnia 1979, wodowanie miało miejsce 1 lipca 1981, a wejście do służby prototypowej jednostki nastąpiło 27 maja 1983. Na okrętach tego typu zastosowano najnowsze rozwiązania mające zwiększyć szanse na przetrwanie okrętu podczas konfrontacji z przeciwnikiem. Zastosowano specjalną powłokę kadłuba, która pochłaniała, a nie odbijała fale dźwiękowe, a także zastosowano nowy typ napędu typu pump-jet, dzięki czemu znacznie zmniejszono emisję akustyczną okrętu.

## Konstrukcja
Konstrukcję jednostek tego typu zdominowało dążenie do obniżenia obniżenie sygnatur akustycznej i magnetycznej nowych okrętów. Zastosowano ulepszoną tratwę maszynowni, której zadaniem jest tłumienie jej drgań. Kadłuby okrętów zostały otoczone powłoką anechoiczną, system napędowy został wyposażony w nową siedmiołopatową śrubę niskoszumową. W celu dalszego obniżenia poziomy generowanego hałasu, w późnych latach 90., śruby okrętów z wyjątkiem „Trafalgar”, zostały zastąpione pędnikami wodnoodrzutowymi. Od 2001 roku, jednostki tego typu zaczęły być po raz kolejny modernizowane - otrzymały między innymi bardziej zaawansowany układ kontroli ognia i sytuacji taktycznej, oraz nowy zestaw sensorów.

## Zbudowane okręty
| Okręty podwodne typu Trafalgar |                 |                      |                  |                     |                     |
| Nazwa                          | Numer taktyczny | Rozpoczęcie budowy   | Wodowanie        | Wejście do służby   | Wycofanie ze służby |
| "Trafalgar"                    | S 107           | 15 kwietnia 1979     | 1 lipca 1981     | 27 maja 1983        | 9 grudnia 2009      |
| "Turbulent"                    | S 87            | 8 maja 1980          | 1 grudnia 1982   | 28 kwietnia 1984    | 14 lipca 2012       |
| "Tireless"                     | S 88            | 6 czerwca 1981       | 7 marca 1984     | 5 października 1985 | 19 czerwca 2014     |
| "Torbay"                       | S 90            | 3 grudnia 1982       | 8 marca 1985     | 7 lutego 1987       | 14 lipca 2017       |
| "Trenchant"                    | S 91            | 28 października 1985 | 3 listopada 1986 | 14 stycznia 1989    | 20 maja 2022        |
| "Talent"                       | S 92            | 13 maja 1986         | 15 kwietnia 1988 | 12 maja 1990        | 20 maja 2022        |
| "Triumph"                      | S 93            | 2 lutego 1987        | 16 lutego 1991   | 2 października 1991 | 21 lipca 2025       |

## Wypadki

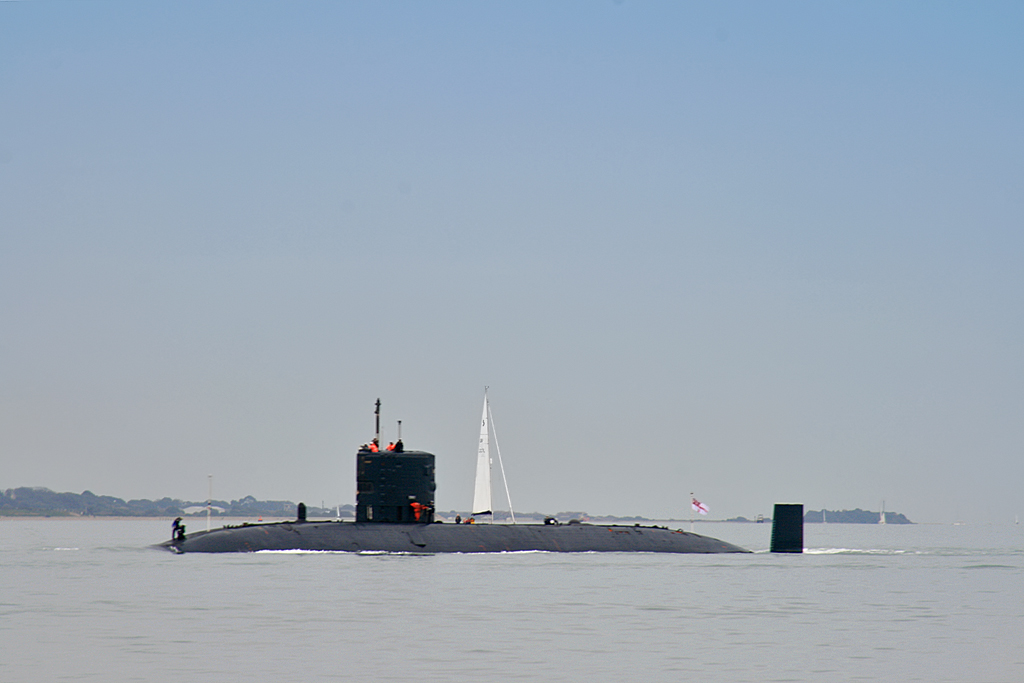
HMS „Torbay” (S90) w 2010

- W 1998 na HMS „Trenchant” wystąpił wyciek pary, w wyniku którego załoga była zmuszona do wyłączenia reaktora.
- W 2000 na pokładzie HMS „Tireless” odkryto pęknięcie rurociągów układu chłodzenia reaktora, w wyniku czego okręt w trybie awaryjnym udał się do Gibraltaru w celu dokonania napraw.
- W listopadzie 2002 HMS „Trafalgar” wpadł na skały w rejonie wyspy Skye, w wyniku czego obrażeń doznało 3 członków załogi a koszty remontu wyniosły 5 milionów funtów.
- W 2007 na pokładzie HMS „Tireless” doszło do eksplozji generatora tlenu na zanurzonym pod lodami Arktyki okręcie, w wyniku czego zginęło dwóch członków załogi.
- W 2014 HMS „Talent” uszkodził fragment konstrukcji kiosku podczas wynurzania, uderzając w bryłę lodu.